# Serie de libros

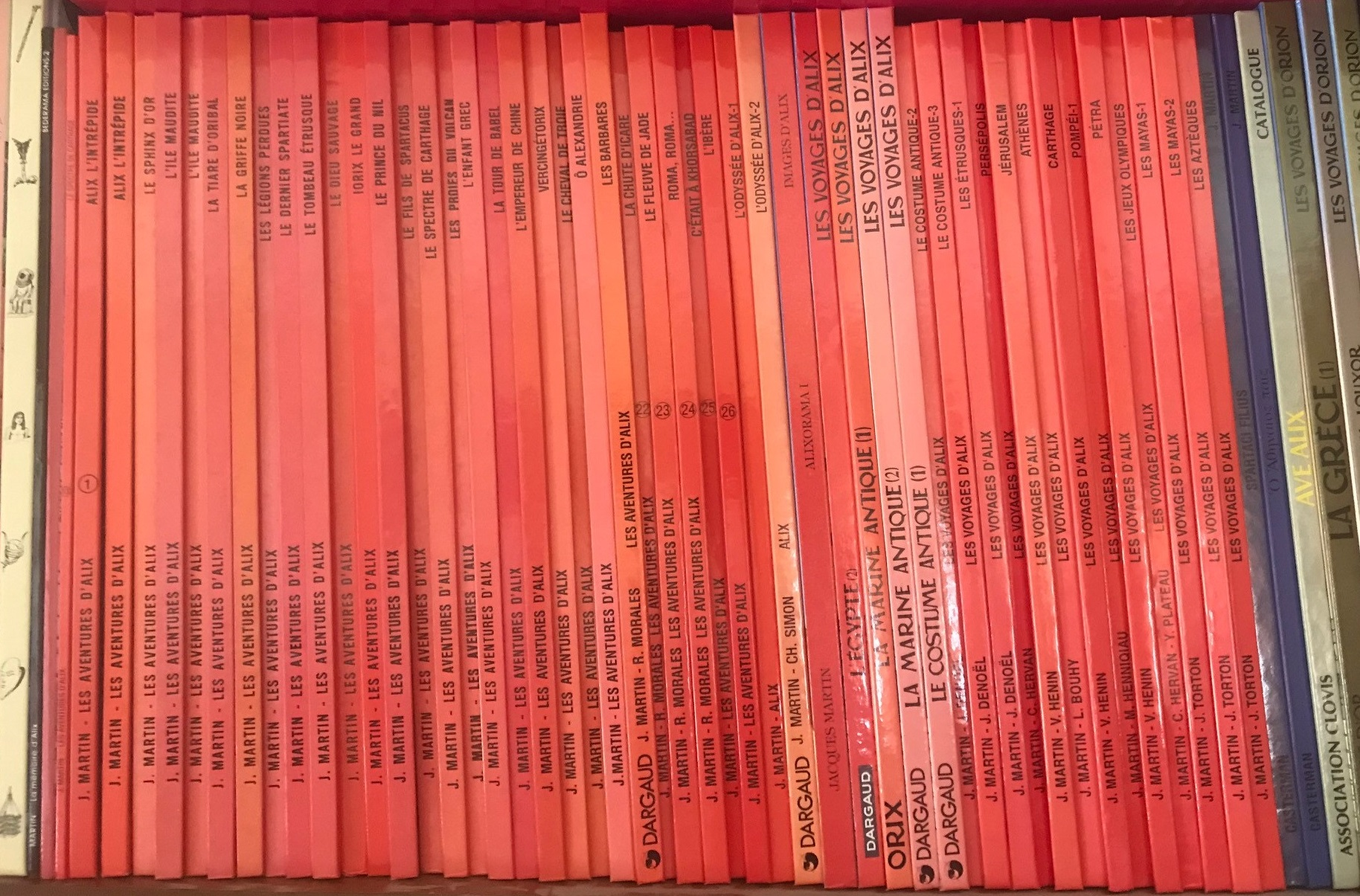
Conjunto de libros relacionados, formando una serie

Una serie de libros es una secuencia de libros que presentan ciertas características en común que se identifican juntos formalmente como un grupo. Las series de libros pueden ser organizadas de diferentes maneras, tales como las escritas por el mismo autor, o comercializadas como un grupo por su editor.

## Series de editores

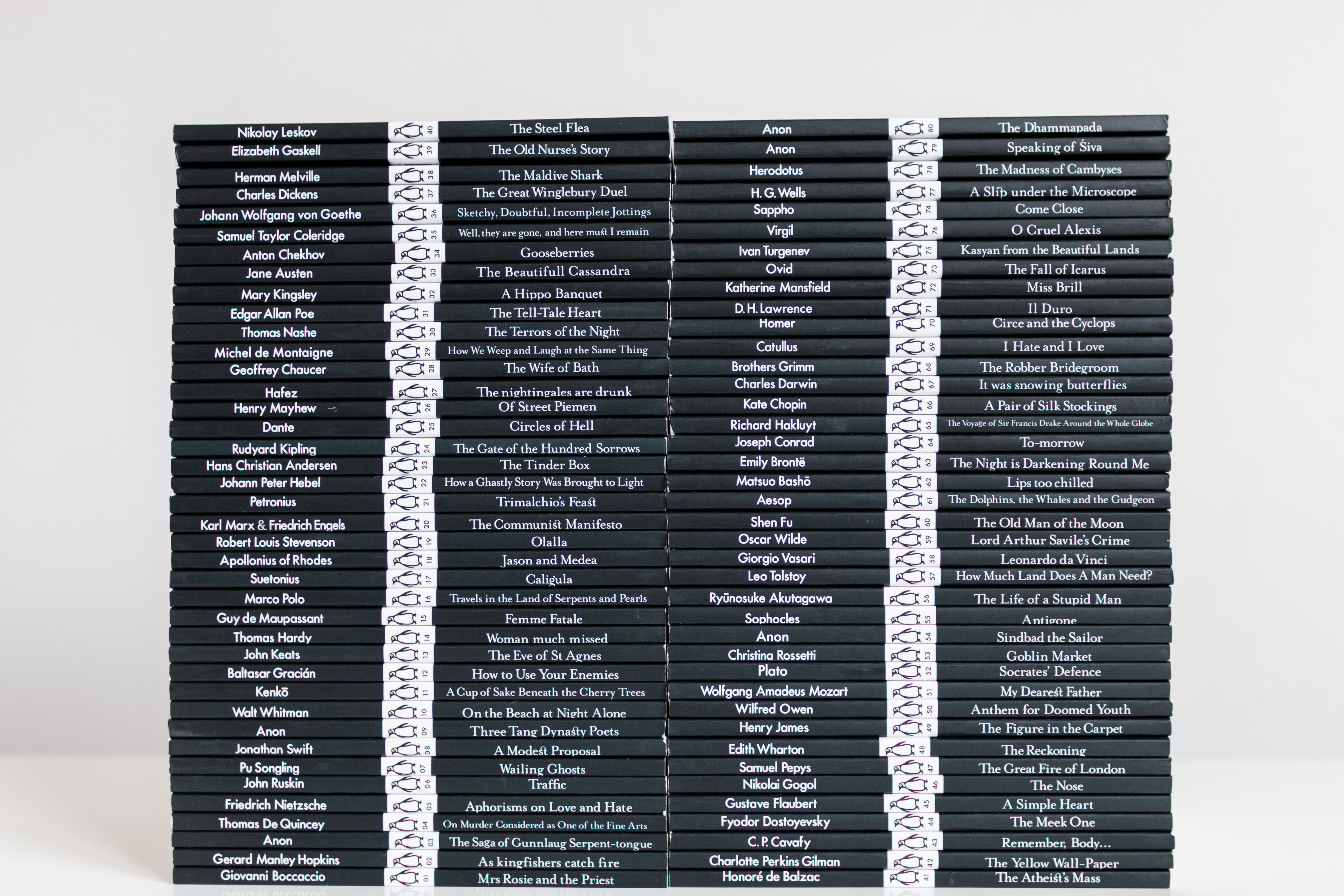
Penguin Little Black Classics: una serie de 80 clásicos que se venden por 80 peniques para celebrar el 80 aniversario de Penguin Classics.

La reimpresión de libros de series de ficción de dominio público (y a veces no-ficción) apareció ya en el siglo XVIII, con la serie de Poetas de Gran Bretaña completa de Chaucer a Churchill (fundada por el editor británico John Bell en 1777). Más adelante las series de reimpresión británicas incluirían la Biblioteca del Ferrocarril de Routledge (George Routledge, 1848 – 99), los Clásicos del Mundo de Oxford (Oxford University Press, 1901 -), la Biblioteca de Everyman (J. M. Dent, 1906 -), las Penguin Classics (Penguin Books, 1945 -) y la Penguin English Library (1963-).
La reimpresión de series también fueron ocurrió en los Estados Unidos, incluyendo la Biblioteca Moderna (Boni y Liveright, 1917 -), en Alemania, incluyendo la Biblioteca Universal (Reclam, 1867 -) y en la mayoría de los otros países del mundo.
El comienzo del siglo XIX vio numerosas mejoras en la impresión, edición y procesos de distribución de libros, con la introducción de las prensas de vapor, plantas de celulosa, ajuste automático y una red de ferrocarriles. Estas innovaciones permitieron que Simms y McIntyre de Belfast, Routledge & Sons (fundados en 1836) y Ward & Lock (fundada en 1854) produjeran en masa ediciones de libros en rústica o en "yellowback" de las obras existentes y distribuir y vender a través de las islas británicas, principalmente a través de la prensa ubicua de W.H. Smith & Sons encontrada en los ferrocarriles británicos más urbanos. Estos volúmenes fueron ofrecidos para la venta por una fracción del costo histórico de un libro y eran de un formato más pequeño (110x175mm) dirigido a los viajeros de ferrocarril. La serie de libros de bolsillo de la Biblioteca del Tren Routledge se imprimió hasta 1898 y ofreció 1.277 títulos únicos al público itinerante.
En 1841 la empresa editorial alemana Tauchnitz lanzó la Colección de Autores Británicos y Americanos, una serie de reimpresión de ediciones papel baratas de dominio público y obras con derechos de autor de ficción y no ficción. Esta serie de libros era única por realizar pagos a los autores de las obras publicadas con vida a pesar de que la protección del copyright no existía entre las naciones en el siglo XIX.